# 梅沢菊次郎
梅沢 菊次郎（うめざわ きくじろう、1979年6月7日 - ）は、日本のプロレスラー、インタビュアー。本名：梅沢 正義（うめざわ せいぎ）。

## 経歴
- 2002年4月、CMA東京に入門。
- 2003年1月、SPWFに入門。
- 6月28日、アジアンプロレスリング標茶大会の対GUDO戦でデビュー。
- 2006年8月、BRAVESに移籍。
- 2011年11月5日、プロレスリングアライヴ足利大会でアライヴに入団することを発表。

## 得意技
ダイビングセントーン
ジャックハマー
アルゼンチンバックブリーカー

## タイトル歴
- ヤングブルドッグ杯優勝
- キャプチャー・インターナショナル王座
- ネパール無差別級王座
- 日本地下阿吽王座

## エピソード
- 2016年から、お笑い情報サイト「オモプラッタ」の編集部員として活動している[3]。

## 執筆
- 芸人ココだけの話（オモプラッタ）（2016年9月 - ） - インタビュアー[4]
- プロレスラー梅沢のやってみた（オモプラッタ）（2017年7月 - ） - 広告連動コラム[5]

## CM出演
- チェリオ ジャングルマンブルー（チェリオコーポレーション）（2014年）[6]
- DELL Latitude13 7000シリーズ（2016年）

振動に強い編
衝撃、圧力に強い編
粉塵、湿気に強い編